# Resiliencia urbana
Resiliencia urbana  es la capacidad que tienen las ciudades para recuperarse y sobreponerse de impactos y situaciones límite. Se trata, en definitiva, de prevenir y anticiparse al impacto de los efectos negativos de determinadas situaciones haciendo más fácil la recuperación que garanticen la calidad de vida en las ciudades.

## Concepto
La resiliencia urbana es la capacidad que tienen las ciudades de prevenir, reducir  o minimizar las consecuencias de un impacto negativo de características excepcionales y de recuperarse tan pronto como sea posible. 
La ciudad resiliente es aquella ciudad que analiza, planifica, reduce riesgos y actúa para responder a todo tipo de obstáculos, ya sean repentinos, esperados o inesperados.
Las ciudades, por ser uno de los mayores asentamientos humanos, reciben impactos que afectan en mayor o menor medida a su funcionamiento. Cómo salgan de estos impactos depende de su capacidad de adaptación y superación.    

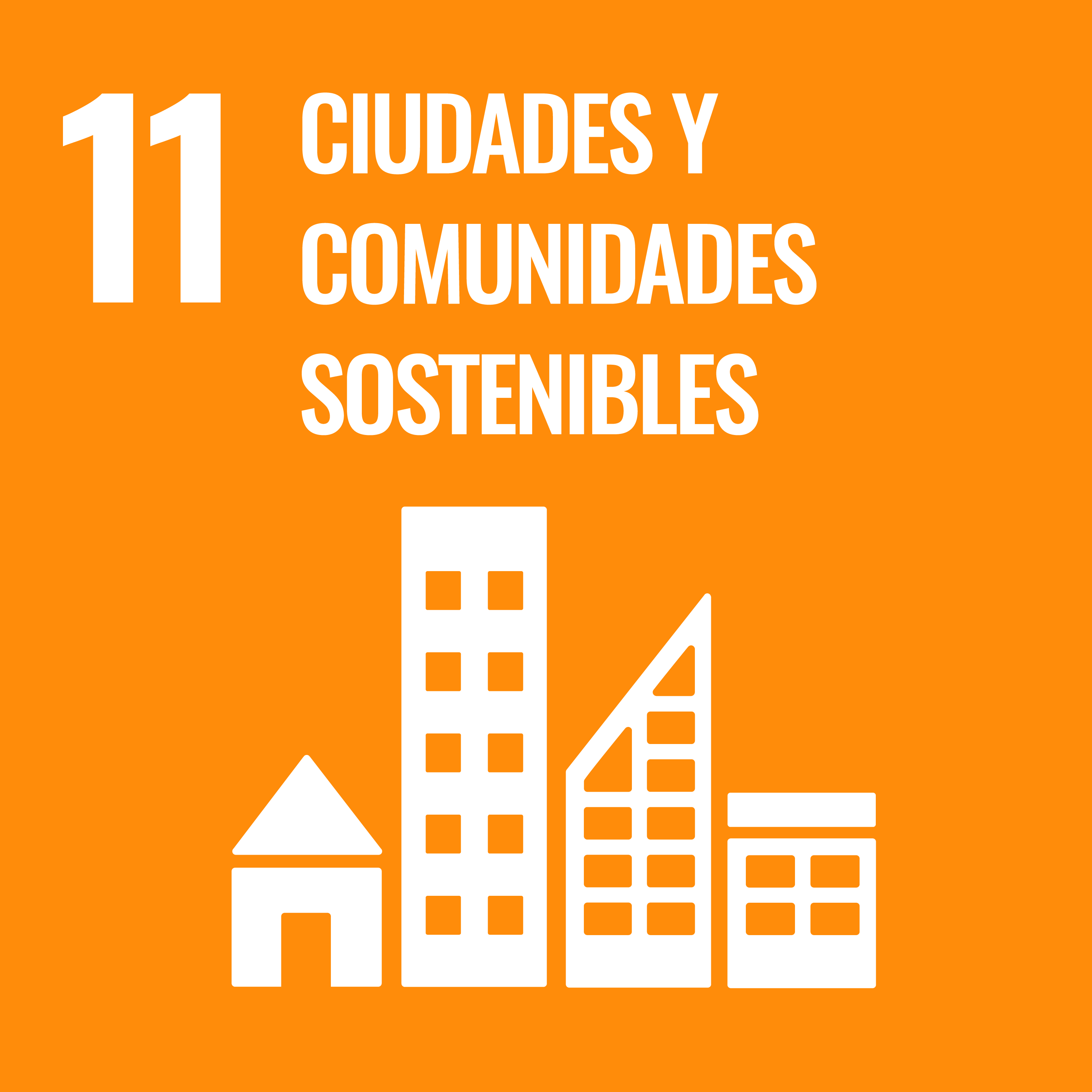

Las situaciones por las que pasan las ciudades pueden considerarse de pequeño impacto (un corte de suministro eléctrico, corte de suministro de agua, una huelga de transportes, etc.) o de gran impacto (inundaciones, tormentas, terremotos, etc.) cuando el desastre lleva aparejada la pérdida de vidas humanas. Las consecuencias de cada crisis está en función del grado de preparación de la ciudad.
Según datos de Naciones Unidas el 50% de la población vive en ciudades, y está previsto que llegue al 70% para el año 2050, es necesario por tanto el establecimiento de nuevas herramientas y planteamientos que permitan a los gobiernos locales y a los ciudadanos incrementar su capacidad para hacer frente a nuevos impactos, para mejorar la vida de todas las personas, sus bienes y sus recursos naturales. Debido al aumento de la población y de los riesgos, el concepto de resiliencia está presente en las agendas internacionales de desarrollo.
La resiliencia urbana es un proceso vivo, en continua evolución que precisa de una constante revisión y actualización de la situación de las ciudades.

## Ciudades resilientes

### ONU-HÁBITAT
A nivel mundial las ciudades se preparan para convertirse en resilientes y poder proteger a sus habitantes, sus bienes y el mantenimiento de la funcionalidad ante las crisis.
La ONU considera de vital importancia para un desarrollo urbano sostenible y facilitador de la vida con unos estándares mínimos de calidad el promover a nivel mundial un programa propio. 
El Programa de Naciones Unidas para los Asentamientos Humanos (ONU-HÁBITAT) define las ciudades resilientes como aquellas que tienen la capacidad de recuperarse rápido de los impactos que sufre el sistema.  
La Conferencia de las Naciones Unidas sobre la Vivienda y el Desarrollo Urbano Sostenible celebrada en Quito (Ecuador) el 20 de octubre de 2016 aprobó la Nueva Agenda Urbana (NAU) que fue refrendada en Asamblea General de las Naciones Unidas el 23 de diciembre de 2016.
En junio de 2021 expertos en desarrollos urbanos de todo el mundo tuvieron reuniones conjuntas sobre el Informe de Ciudades del Mundo 2022 y el WUF11 y cómo la urbanización sostenible puede y debe aprovecharse para el bienestar de todas las personas.

### Nueva Agenda Urbana
La Nueva Agenda Urbana es una guía que tiene como objetivo dirigir los esfuerzos tendentes a la coordinación del desarrollo de las ciudades en lo que se refiere a los diferentes sectores afectados, ya sean estados, líderes urbanos y regionales, donantes, programas de las Naciones Unidas, estudiosos, la sociedad civil, etc, con el fin de conseguir ciudades incluyentes, compactas y conectadas mediante la planificación y diseño urbano, el gobierno y la legislación urbana y la economía urbana, a la vez que crea un vínculo entre urbanización y desarrollo.

## Planificación urbana con perspectiva de género
El aumento de la participación de las mujeres en la gestión y el gobierno de sus comunidades ha permitido que se hayan involucrado en la lucha por conseguir mejoras dentro de sus propios vecindarios, consiguiendo hacer visible la desigualdad y la vulnerabilidad comienza el camino que permite establecer los mecanismos para solucionar problemas que, en definitiva, afectan a toda la comunidad. 
Los Objetivos de Desarrollo Sostenible (ODS) y la Nueva Agenda Urbana establecen los principios para que las ciudades sean habitables para todas las personas por igual, pero teniendo en cuenta que las mujeres y las niñas son más vulnerables a las desigualdades, es aquí donde hace falta incidir para mejorar. Se ha observado que una planificación de las ciudades que sea favorable a las mujeres y a las niñas es beneficiosa para todas personas, haciendo una ciudad más inclusiva y contribuyendo a la reducción de la pobreza y a la discriminación cero hacía las mujeres y las niñas.

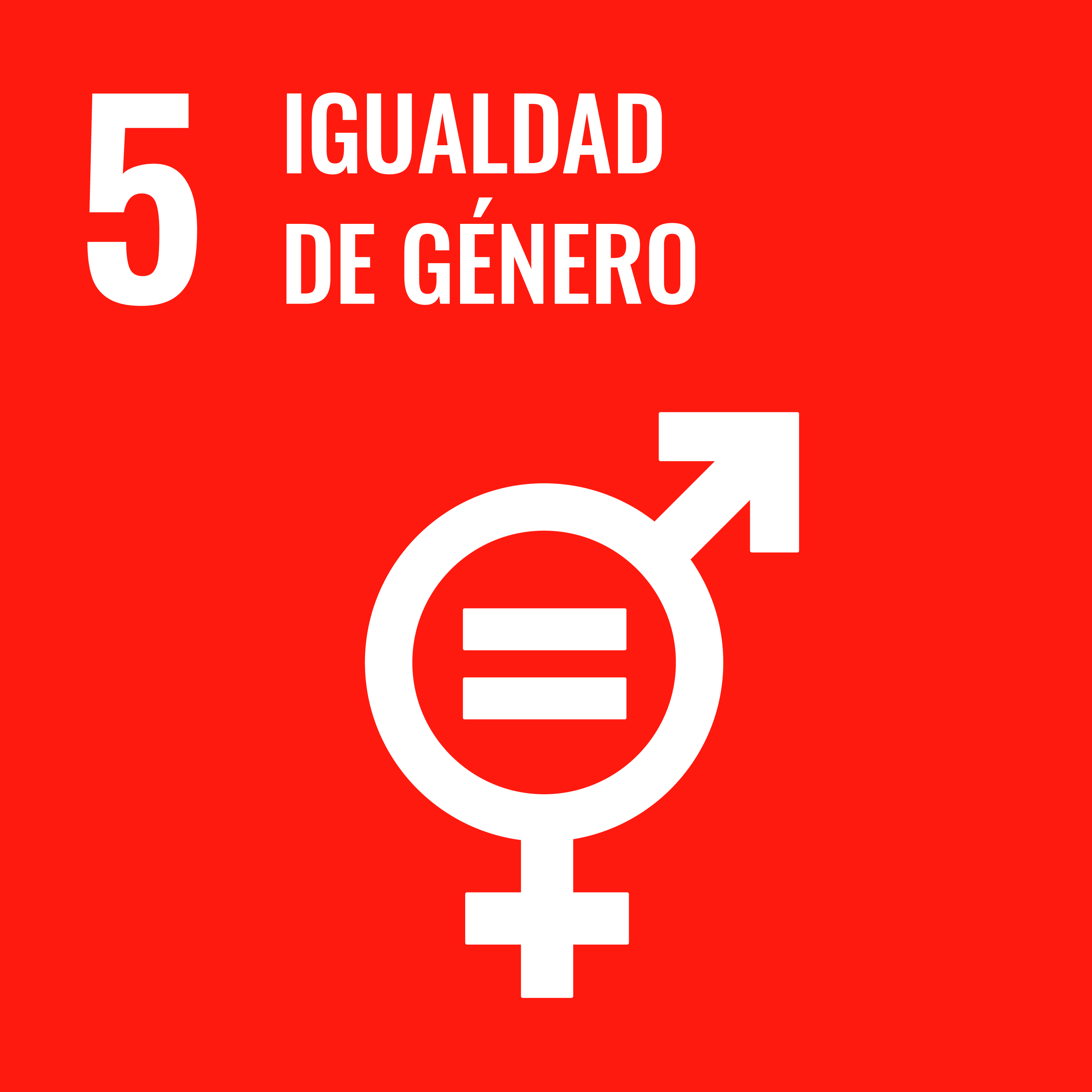
Sustainable Development Goal-es-13

Un espacio público inclusivo y sostenible sería una herramienta eficaz contra la segregación y la desigualdad contribuyendo a aumentar las oportunidades de salud, educación, trabajo y seguridad de las niñas y las mujeres.    
La equidad de género tiene múltiples factores y requiere de una planificación urbana precisa para favorecer la igualdad, promoviendo: 
- El empoderamiento de las mujeres, es decir  el poder de acceder a la tierra, los títulos, la herencia y el financiamiento.
- Las políticas que favorezcan el uso de recursos económicos, educativos y culturales con perspectiva de género.
- Revisar los patrones de migración de las mujeres, pues sufren riesgos únicos en los asentamientos informales y en la economía informal.
- La planificación debe centrarse en las mujeres vulnerables.

El cambio climático está dando lugar a desastres naturales que tienen mayor incidencia en las vidas de las mujeres, sin embargo estas pueden ser las agentes de cambio para crear resiliencia ante los impactos negativos en sus comunidades debido a los conocimientos, redes y las habilidades de gestión ante las crisis.
En estudios realizados por el Banco Interamericano de Desarrollo (BID) se ha observado que en las comunidades donde las mujeres tienen un papel de liderazgo los sistemas preventivos y de reconstrucción están mejor preparadas para los desastres naturales y su recuperación. Esto es debido a:
- Las mujeres tienen la capacidad de movilizar a las comunidades en caso de desastres y conocimiento de  las necesidades y prioridades.
- Las mujeres tienden a compartir información relacionada con el bienestar de la comunidad.